# Vive-Saint-Bavon
Vive-Saint-Bavon (Sint-Baafs-Vijve en néerlandais) est une section de la commune belge de Wielsbeke située en Région flamande dans la province de Flandre-Occidentale. C'était une commune à part entière avant la fusion des communes de 1977.

## Démographie

### Évolution démographique

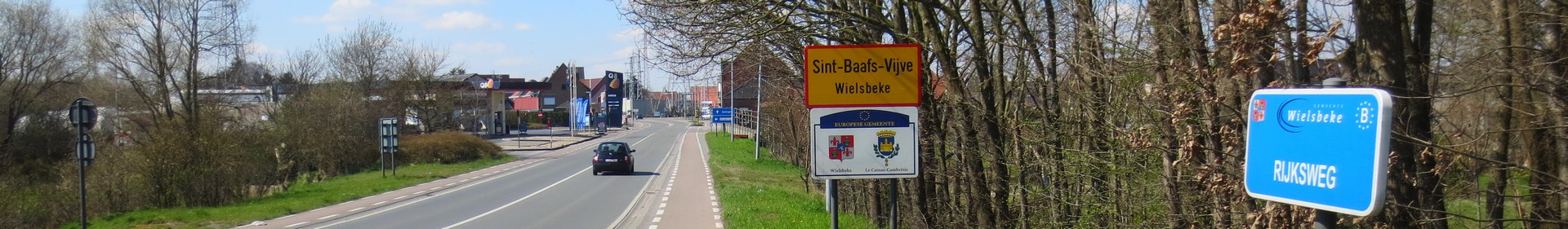
Panorama van Sint-Baafs-Vijve

- Sources : INS, Rem. : 1831 jusqu'en 1970 = recensements, 1976 = nombre d'habitants au 31 décembre[2].